# Lowell Stockman
Lowell Stockman (12 de Abril de 1901 – 9 de Agosto de 1962) foi um representante de Oregon na Câmara dos Representantes dos Estados Unidos de 1943 a 1953.

## Primeiros anos
Stockman nasceu em uma fazenda perto de Helix, Oregon. Frequentou escolas públicas em Pendleton, Oregon e graduou-se na Universidade do Estado do Oregon em Corvallis em 1922. Começou a cultivar trigo no Condado de Umatilla, no leste de Oregon, em 1922.

## Política
Enquanto estava no leste de Oregon, Stockman tornou-se um membro do conselho escolar de Pendleton e da Comissão de Controle de Bebidas.
Stockman foi eleito como Republicano ao septuagésimo oitavo e para os quatro Congressos seguintes (3 de Janeiro de 1943 - 3 de Janeiro de 1953), mas não foi um candidato à reeleição em 1952. Retomou na agricultura até 1959, enquanto membro da Comissão Centenária de Theodore Roosevelt, entre 1956 e 1959. Tornou-se o vice-presidente da Oregon Fiber Products, Inc. e tesoureiro da Pilot Rock Lumber Company. Mudou-se para Bellevue, Washington em 1959 e geriu um parque de trailers até sua morte no dia 9 de Agosto de 1962. Foi sepultado no terreno da Universidade de Washington perto de Pack Forest, Washington.

## Família
Os pais de Lowell foram W.J. Stockman e a Senhorita Etta Edmiston. Casou-se em 1924 com Dorcas Conklin e tiveram duas filhas e um filho.